# Хипнотик
„Хипнотик“ (на английски: Hypnotic) е американски научнофантастичен екшън трилър от 2023 г. на режисьора Робърт Родригес, който е съсценарист с Макс Боренщайн. Във филма участват Бен Афлек, Алис Брага, Джей Ди Пардо, Хала Финли, Дайо Окений, Джеф Фейхи, Джаки Ърли Хейли и Уилям Фихтнър.
Премиерата на филма се състои в South by Southwest на 12 март 2023 г. и излиза на екран в САЩ на 12 май 2023 г.